# Phonemhäufigkeit
Unter Phonemhäufigkeit versteht man die Häufigkeit, mit der die Phoneme einer Sprache in Texten dieser Sprache oder auch in ihren Wörterbüchern vorkommen.

## Laute – Phoneme
Unter Laut versteht man jeden Sprachlaut, der beim Sprechen verwendet wird; unter Phonem diejenigen Einheiten, die für die Unterscheidung von Wörtern wesentlich sind. So ist es im Deutschen unwesentlich, ob man etwa das Wort „rot“ mit dem Zungen-[r] oder mit dem Rachen-[ʀ] ausspricht: Es sind zwei verschiedene Laute; beide gehören aber zu ein und demselben Phonem. Aus diesem Unterschied begründet sich die Überlegung, gegebenenfalls neben der Lauthäufigkeit auch gesondert die Phonemhäufigkeit zu erheben, je nachdem, welcher Forschungsaufgabe man nachgehen will.

## Laut- und Phonemhäufigkeit
Die Untersuchung der Lauthäufigkeit stellt die Eigenschaften des Lautsystems einer Sprache insgesamt heraus; die Phonemhäufigkeit abstrahiert dagegen von den Lauteigenschaften, die für die Wortunterscheidung weniger wichtig sind. Im Deutschen sollte bei der Erhebung der Lauthäufigkeiten zum Beispiel die Behauchung (Aspiration) der Verschlusslaute eine Rolle spielen; bei einer Erhebung der Phonemhäufigkeit wird sie jedoch nicht berücksichtigt. Stellt man Untersuchungen etwa für Zwecke der Sprachheilforschung an, wäre also zu entscheiden, ob es im konkreten Fall um die Lauteigenschaften insgesamt gehen soll oder um die phonologisch bedeutsamen Eigenschaften. In diesem Fall wären nicht Laut-, sondern Phonemhäufigkeiten zu erfassen.